# Меделін Манток
 Меделін Ма́нток  (англ. Madeleine Mantock) — англійська акторка.

## Біографія
Манток народилась в Ноттінгемі, Англія. У 2011 році вона закінчила школу мистецтв у Лондоні. Меделін дебютувала на телебаченні в 2011 році у серіалі «Катастрофа». З 2013 по 2014 рік знімалася у серіалі «Люди майбутнього». У 2014 році вона знялася у фільмі « На межі майбутнього».

## Фільмографія
| Рік       | Назва               | Роль        | Додатково                 |
| --------- | ------------------- | ----------- | ------------------------- |
| 2011—2012 | Катастрофа          | Скарлет     | Регулярна роль            |
| 2013—2014 | Люди майбутнього    | Астрід Фінч | Головна роль              |
| 2014      | На межі майбутнього | Джулі       |                           |
| 2015—2017 | У пустелі смерті    | Вейл        | Головна роль (1-2 сезони) |
| 2018—2021 | Зачаровані          | Мейсі Вон   | Головна роль (1-3 сезони) |